# Campionat Europeu de Salts de 2015 – 3 metres trampolí femení
La prova de 3 metres trampolí femení del Campionat Europeu de Salts de 2015 es va disputar a Rostock el dia 14 de juny.

## Resultats
*   Finalista
| #  | Saltador             | País          | Preliminar | Preliminar | Final     | Final   |
| #  | Saltador             | País          | Puntuació  | Posició    | Puntuació | Posició |
| -- | -------------------- | ------------- | ---------- | ---------- | --------- | ------- |
| 1  | Tania Cagnotto       | Itàlia        | 300,15     | 1          | 350,20    | 1       |
| 2  | Kristina Ilinyj      | Rússia        | 290.30     | 3          | 291,20    | 2       |
| 3  | Tina Punzel          | Alemanya      | 285,60     | 6          | 330,90    | 3       |
| 4  | Francesca Dallape'   | Itàlia        | 264,25     | 9          | 323,15    | 4       |
| 4  | Uschi Freitag        | Països Baixos | 289,95     | 4          | 304,95    | 5       |
| 4  | Nadezhda Bazhina     | Rússia        | 256,50     | 11         | 298,55    | 6       |
| 4  | Inge Jansen          | Països Baixos | 287,10     | 5          | 291,30    | 7       |
| 4  | Anastasiia Nedobiga  | Ucraïna       | 267.70     | 8          | 277,95    | 8       |
| 8  | Alicia Blagg         | Regne Unit    | 254,75     | 12         | 275,50    | 9       |
| 10 | Anna Pysmenska       | Ucraïna       | 269,85     | 7          | 271,30    | 10      |
| 11 | Grace Reid           | Regne Unit    | 290,70     | 2          | 264,30    | 11      |
| 12 | Jessica Favre        | Suïssa        | 258,00     | 10         | 239,60    | 12      |
| 13 | Nora Subschinski     | Alemanya      | 246,45     | 13         |           |         |
| 14 | Rocío Velázquez      | Espanya       | 239,90     | 14         |           |         |
| 15 | Daniella Nero        | Suècia        | 229,30     | 15         |           |         |
| 16 | Taina Karvonen       | Finlàndia     | 224,50     | 16         |           |         |
| 17 | Anca Serb            | Romania       | 224,20     | 17         |           |         |
| 18 | Flora Piroska Gondos | Hongria       | 217.90     | 18         |           |         |
| 19 | Clara Della Vedova   | França        | 211,85     | 19         |           |         |
| 20 | Eleni Katsouli       | Grècia        | 202,65     | 20         |           |         |